# Oscar Ramírez Amaral
Oscar Ramírez Amaral (29 luglio 1961) è un ex calciatore boliviano, di ruolo attaccante.

## Caratteristiche tecniche
Attaccante, ricoprì vari ruoli nel reparto offensivo.

## Carriera

### Club
Ramírez debuttò nel corso della Liga del Fútbol Profesional Boliviano 1979 con l'Oriente Petrolero di Santa Cruz de la Sierra. Di questa squadra divenne uno dei titolari, partecipando ai tornei 1984, 1986 e 1987, che videro l'Oriente giungere al secondo posto. Nel 1988 firmò per l'Always Ready, con cui giocò nove partite in campionato; sempre all'interno della prima fase di questa competizione passò all'Aurora di Cochabamba. Nell'ultima parte del torneo tornò all'Always Ready. Una volta terminato il campionato 1989 con il Real Santa Cruz chiuse la carriera.

### Nazionale
Il 3 febbraio 1985 fece il suo esordio in Nazionale maggiore, partecipando alle qualificazioni al campionato mondiale di calcio 1986. Nel 1987 venne incluso nella lista per la Copa América. Debuttò il 28 giugno a Rosario contro il Paraguay, subentrando al 78º minuto a Paniagua. Il 1º luglio contro la Colombia raccolse la seconda presenza, entrando al 62º al posto di Gastón Taborga.